# Skådebanan
Skådebanan är en kulturorganisation som arbetar för främja intresset för teater, musik, dans, konst, film, litteratur och annan kulturell verksamhet och som vill verka för att göra kulturen tillgänglig för så många människor som möjligt.

## Historia
Skådebanan började som ett teaterföretag 1910. Syftet med teaterverksamheten var folkbildning och man ville arbeta utåtriktat så att även människor som i vardagen inte kom i kontakt med teater skulle få möjlighet att se teater. Under de första åren var bland annat Anna Branting, Hjalmar Branting och August Strindberg på olika sätt engagerade i verksamheten.
Under 1970-talet bildades regionala Skådebanor runt om i landet. Efterhand har Skådebanornas verksamhet vidgats till att omfatta de flesta delar av kulturlivet och inte bara teater. Skådebanor finns idag i Norrbotten, Dalarna, Västmanland, Stockholm, Östergötland, Jönköping, Västra Götaland och Skåne.
Idag är de regionala Skådebanorna självständiga verksamheter, alla med uppdrag från Statens Kulturråd, några dessutom från respektive landsting/region. Några av dem sökt nya vägar för att vidga deltagandet i kulturlivet, bland annat genom att utveckla arbetslivet och driva samhällsprojekt med hjälp av konst och kultur.